# Физическо упражнение
 Физическите упражнения са дейност за подобряване и поддържане на физическата форма, както и за цялостното здраве и благополучие.
Те спомагат за укрепване на мускулите и сърдечносъдовата система, усъвършенстване на атлетичните умения, загуба на тегло или поддържане на форма за удоволствие. Честите и редовни физически упражнения стимулират имунната система и помагат за предотвратяване на различни сърдечно-съдови заболявания, диабет и затлъстяване. Те също така подобряват психичното здраве, помагат за предотвратяването на депресията, допринасят за развитието и поддържането на високо самочувствие. Физическите упражнения са много ефективни и срещу детското затлъстяване, което е все по-голям световен проблем.

## Видове физически упражнения
Физическите упражнения се разделят на три вида в зависимост от общия им ефект върху човешкото тяло:
- Упражнения за гъвкавост, като йога и протягането, подобряват размаха на движение на мускулите и ставите.[6]
- Аеробни упражнения, като ходене, бягане, плуване, колоездене, гребане, скачане на въже и пр., се фокусират върху увеличаване на издръжливостта на сърдечносъдовата система.[7]
- Анаеробни упражнения, като вдигане на тежести, увеличават мускулната сила.[8]

Физическите упражнения се използват за подобряване на физическите способности. Те се делят на следните общи категории:
- за сила – подобряват физическата сила
- за гъвкавост – подобряват гъвкавостта на ставите
- за бързина – подобряват експлозивността на мускулите
- за издръжливост
- за координация – подобряват баланса на тялото

## Полза от упражненията
Физическите упражнения са важни за поддържане на тялото във форма и могат да допринесат положително за поддържане на здравословно тегло, изграждане и запазване на здрави кости, подобряване на мускулната сила, насърчаване на физиологичното състояние, както и укрепване на имунната система.
Упражненията също така намаляват нивата на кортизола, който причинява много проблеми със здравето – както физически, така и психически.
Според Световната здравна организация липсата на физическа активност допринася за около 17% от сърдечносъдовите заболявания и диабета и 10% от рака на гърдата и рака на дебелото черво.
Има известни доказателства, че енергичните упражнения са по-благоприятни за организма, отколкото умерените упражнения. Някои проучвания показват, че енергичните упражнения, изпълнени от здрави хора, могат да увеличат опиоидните пептиди (известни още като ендорфини – естествени опиати, които, съчетани с други невротрансмитери, предизвикват еуфория). Това са ефекти, които не могат да бъдат напълно постигнати с умерени упражнения. И аеробните, и анаеробните упражнения съдействат за увеличаване на механичната ефективност на сърцето чрез увеличаване на сърдечния обем. Проучванията показват, че физическите упражнения на средна възраст водят до по-добри физически възможности на по-късен етап от живота.
Физическите упражнения:
- ускоряват сърдечната честота, чрез което се стимулира кръвообращението
- укрепват мускулите
- стимулират имунната система
- подобряват психичното здраве
- предотвратяват появата и лекуват разширени вени
- поддържат еластичността на кожата
- допринасят за нормализиране на теглото
- укрепват костите
- увеличават гъвкавостта на ставите и сухожилията

### Влияние върху сърдечно-съдовата система
Благоприятният ефект на физическите упражнения върху сърдечно-съдовата система е добре документиран. Има пряка връзка между липсата на физическа активност и сърдечносъдовите заболявания – тя води до развитие на исхемична болест на сърцето. Съществува пряка обратна корелация между количеството упражнения и сърдечносъдовите заболявания в средна възраст. Най-благоприятното влияние върху сърдечносъдовите заболявания може да бъде постигнато чрез умерена интензивност на упражненията.

### Влияние върху имунната система
Епидемиологичните изследвания показват, че умерените упражнения имат благоприятен ефект върху имунната система на човека, докато екстремните натоварвания я понижават.

### Ефекти върху функциите на мозъка
Изследвания върху когнитивните терапии (стратегии за забавяне или предотвратяване упадъка на мозъчната дейност) заключават, че физическата активност, и по-специално аеробните упражнения, повишава когнитивната функция при възрастните хора.
Установено е, че физическата активност предпазва нервите в много невродегенеративни и нервно-мускулни заболявания. Например намалява риска от развитие на деменция. Освен това се предполага, че честите упражнения могат да противодействат на мозъчните увреждания, получени от алкохол.
Има няколко възможни обяснения защо упражненията са полезни за мозъка:
- увеличават кръвния и кислородния поток към мозъка;
- увеличават синтеза на растежните фактори, които помагат за генериране на нови нервни клетки;[20][21]
- увеличават секрецията на веществата в мозъка, които помагат на познавателната способност, като допамин, глутамат, норепинефрин и серотонин.[22]

### Ефекти срещу депресията
Редица фактори могат да допринесат за появата на депресия, включително наднорменото тегло, ниското самочувствие и стресът. Като естествен антидепресант действа ендорфинът, който облекчава болките в тялото и се получава от интензивните физически натоварвания. Въпреки това последните изследвания показват, че анандамидът евентуално може да има по-голямо действие отколкото ендорфините. Когато човек прави упражнения, нивата на серотонин и ендорфини в обращение се увеличават. Тези нива остават повишени дори няколко дни след тренировката и допринасят за подобряване на настроението, намаляване на депресията, повишаване на самочувствието и управление на теглото.

### Влияние върху съня
Научни изследвания от 2010 г. доказват, че упражненията обикновено подобряват съня на повечето хора и спомагат за отстраняване на нарушения в съня като безсъние. Оптималното време за упражнения е между 4 – 8 часа преди лягане, въпреки че упражненията по всяко време на деня също са от полза. Изключение правят тежките упражнения непосредствено преди лягане, които могат да нарушат съня.